# Северное (Новосибирская область)
Се́верное — село, административный центр Северного района Новосибирской области. Население Северного — 5 710 жителей (2007). В 2002 году Северное по численности населения находилось на 11 месте среди сёл Новосибирской области и на 739 месте среди всех сельских поселений России.

## Этимология
Село основано в 1727 году купцом Ерофеем Дорофеевым (под названием Дорофеево). В 1929 году село было переименовано в Верх-Назарово, а в 1933 году получило современное название Северное, по местонахождению в северной части области.

## География
Северное расположено на реке Тартас, в 360 километрах к северо-западу от Новосибирска, в 120 километрах к северу от Куйбышева, в 132 километрах к северу от города Барабинск, который имеет железнодорожную станцию на Транссибирской магистрали и рядом с которым проходит федеральная автомобильная дорога М-51 «Байкал».

## История
Село основано в 1727 году купцом Ерофеем Дорофеевым (под названием Дорофеево).
Во времена большого террора Северное стало местом ссылки членов семей «врагов народа». Ссыльные имели право работать, заводить семьи, приглашать к себе родственников из других населённых пунктов, но они должны были каждую неделю отмечаться у оперуполномоченного, и им был запрещён выезд за пределы села. Среди ссыльных, оказавшихся в Северном, наиболее известны:
- Иван Никифорович Заволоко — фольклорист.
- Юрий Борисович Румер — физик.
- Лидия Евсеевна Абрамович — биохимик.
- Савва Саввич Морозов — сын Саввы Морозова.
- Профессор Миллер — двоюродный брат Керенского.
- Сестра А. И. Рыкова[5].

## Климат
Климат умеренный континентальный.
| Показатель                    | Янв.  | Фев.  | Март  | Апр.  | Май   | Июнь | Июль | Авг. | Сен.  | Окт.  | Нояб. | Дек.  | Год   |
| ----------------------------- | ----- | ----- | ----- | ----- | ----- | ---- | ---- | ---- | ----- | ----- | ----- | ----- | ----- |
| Абсолютный максимум, °C       | 4,0   | 5,5   | 14,5  | 27,7  | 34,5  | 35,0 | 34,7 | 33,8 | 30,5  | 23,0  | 9,7   | 3,6   | 35,0  |
| Средний суточный максимум, °C | −13,3 | −10,7 | −2,3  | 7,1   | 17,6  | 22,5 | 24,6 | 21,7 | 15,0  | 6,7   | −4,7  | −11,2 | 6,1   |
| Средняя температура, °C       | −17,8 | −16   | −8,1  | 1,6   | 10,7  | 16,0 | 18,4 | 15,4 | 9,0   | 2,1   | −8,4  | −15,4 | 0,6   |
| Средний суточный минимум, °C  | −22,2 | −20,9 | −13,6 | −3,3  | 4,6   | 9,8  | 12,6 | 9,7  | 4,2   | −1,5  | −11,8 | −19,7 | −4,3  |
| Абсолютный минимум, °C        | −50,1 | −49,8 | −42,5 | −36,1 | −11,7 | −4,4 | −0,9 | −4,4 | −11,3 | −32,9 | −51,1 | −52,4 | −52,4 |
| Норма осадков, мм             | 23    | 18    | 17    | 24    | 44    | 64   | 70   | 63   | 47    | 40    | 33    | 30    | 472   |
| Источник: Климат Северного    |       |       |       |       |       |      |      |      |       |       |       |       |       |

## Население
| 1959  | 1970  | 1979  | 1989  | 2002  | 2007  | 2010  |
| ----- | ----- | ----- | ----- | ----- | ----- | ----- |
| 4142  | ↗4873 | ↗5190 | ↗5398 | ↗5443 | ↘5369 | ↘5309 |
| 2012  | 2013  | 2014  | 2015  | 2016  | 2017  | 2018  |
| ↘5206 | ↘5178 | ↘5122 | ↘5071 | ↘4988 | ↘4949 | ↘4892 |
| 2019  | 2020  | 2021  |       |       |       |       |
| ↘4843 | ↘4822 | ↘4700 |       |       |       |       |

## Транспорт
Северное соединено с городом Куйбышев автомобильной дорогой неудовлетворительного качества. В 2005 году рухнул автомобильный мост через реку Тартас на дороге в Биазу, расположенный в 3 километрах от села и построенный в 1979 году. Длина моста составляла 68 метров, ширина — 8 метров.
В селе расположен аэропорт, из которого ранее выполнялись регулярные рейсы в аэропорт Северный города Новосибирска. В настоящее время (по состоянию на 2008 год) рейсы отменены из-за их нерентабельности.

## Экономика
Крупнейшее предприятие, зарегистрированное в Северном — ОАО «Новосибирскнефтегаз». Ещё одна крупная нефтяная компания — ОАО «Северноенефтегаз» компании Русснефть. Из других предприятий в селе находятся:
- Маслодельный завод
- Лесхоз[23].

## Достопримечательности и культура
На 2020 год Северное имеет свой Дом Культуры, в котором ведут деятельность учреждения сферы культуры и искусства; церковь; бары "Кураж" и "Арзу"; магазины крупных сетевых компаний, такие, как "Магнит", "Пятерочка", "Светофор". С сентября 2019 года в Северном действует центральный парк, который реконструировался с 2015 года.

## Знаменитые люди, связанные с селом
- Шмаков Сталь Анатольевич (1931—2000) — педагог, академик Международной академии наук педагогического образования.[24]